# Parastrongylaspis thomasi
Parastrongylaspis thomasi là một loài bọ cánh cứng trong họ Cerambycidae.